# Thermophilibacter immobilis
Thermophilibacter immobilis es una bacteria grampositiva del género Thermophilibacter. Fue descrita en el año 2021. Su etimología hace referencia a inmóvil. Es anaerobia estricta e inmóvil. Tiene un tamaño de 0,6-0,8 μm de ancho por 1-1,8 μm de largo. Crece de forma individual, en parejas o cadenas cortas. Forma colonias de color blanco-gris, granulares, umbonadas, lisas y opacas en agar PYG tras 7 días de incubación. Temperatura de crecimiento entre 28-45 °C, óptima de 37 °C. Tiene un contenido de G+C de 65,2%. Se ha aislado lodo en Luzhou, China. 